# Hemiteles pauper
Hemiteles pauper là một loài tò vò trong họ Ichneumonidae.